# Chiese nazionali di Roma

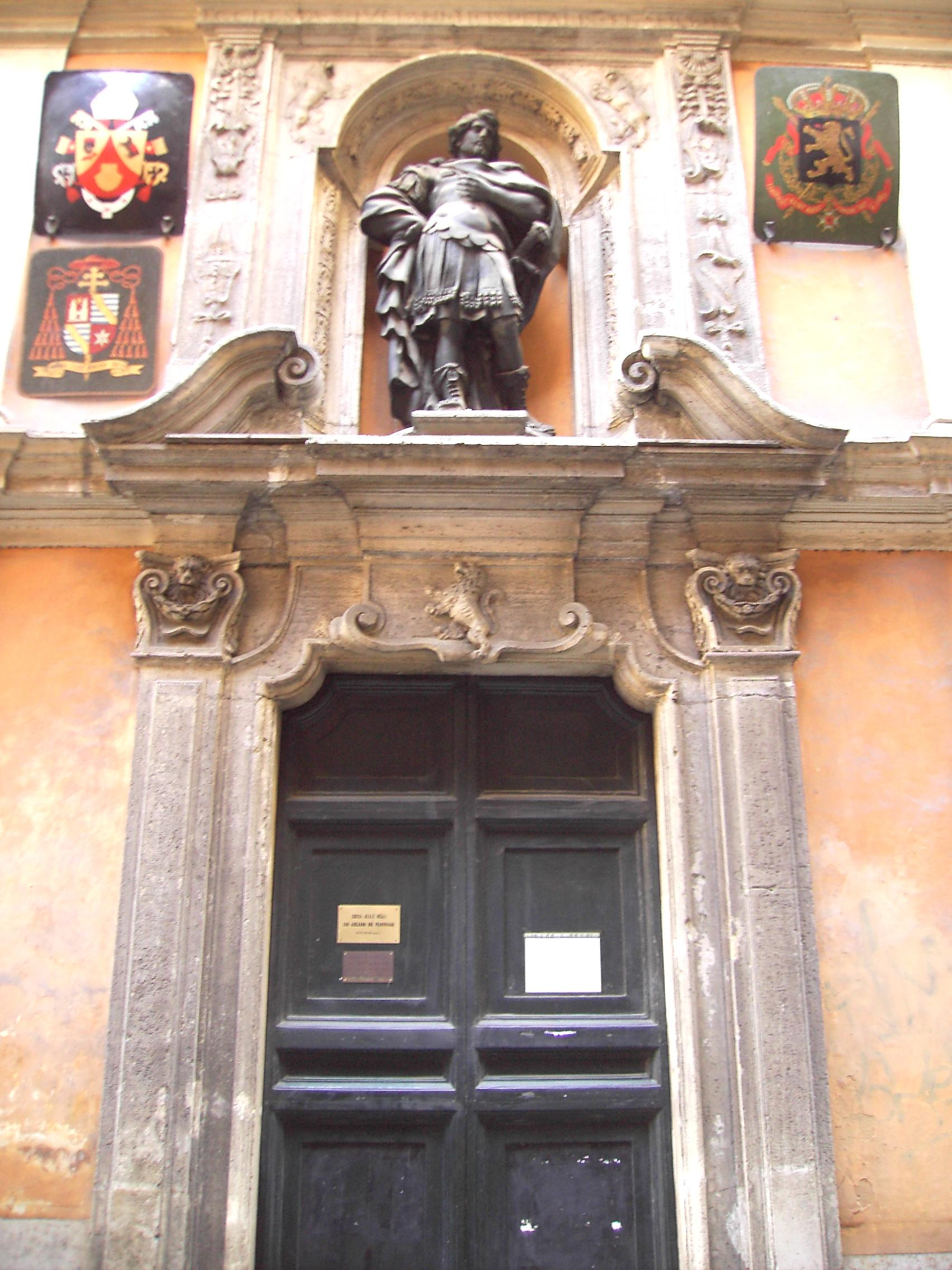
La porta della chiesa di San Giuliano dei Fiamminghi: lo stemma del Belgio a destra la identifica come chiesa nazionale dei Belgi.

Le chiese nazionali di Roma sono chiese cattoliche affidate ciascuna a una comunità nazionale.

## Storia
Nel medioevo, il sostantivo latino natio indicava i membri appartenenti a una determinata comunità "nazionale"; in questa accezione si ritrovava ad esempio nel lessico delle università medievali (ove le varie comunità studentesche erano dette nationes).
Le chiese nazionali di Roma risalgono al medioevo e furono ufficializzate a partire dal XV secolo. Esse erano legate a istituzioni caritative comprendenti ospedali, ostelli e servizi di varia assistenza ai pellegrini romei provenienti da una certa nazione; alla base di ogni chiesa nazionale e delle opere di assistenza ai pellegrini c'erano in genere delle confraternite, che si sostenevano grazie alle elemosine e alle rendite provenienti dai lasciti di benefattori appartenenti alla comunità nazionale di riferimento. Spesso le chiese nazionali erano anche collegate alle scholae (antenate dei seminari), dove si formavano i chierici. Le chiese e la loro ricchezza erano il segno dell'importanza della rispettiva nazione e dei prelati che le patrocinavano.
Molte di queste organizzazioni sopravvissero per tutta l'età moderna, ma varie furono sciolte ed espropriate dopo l'unione di Roma al Regno d'Italia con l'eversione dell'asse ecclesiastico del 1873. Tuttavia, nei decenni successivi, tramite vari accordi e da ultimo con i Patti lateranensi, i beni furono restituiti alla Chiesa cattolica. Alcune confraternite si trasformarono così in opere pie e successivamente in fondazioni, alcune delle quali sono attive ancora oggi (come ad esempio l'Arciconfraternita di Santa Maria Odigitria o il Pio Sodalizio dei Piceni).

## Chiese nazionali italiane (Chiese regionali)

### Chiese storiche delle regioni italiane
- Campania: Chiesa dello Spirito Santo dei Napoletani, dal 1572 sede della Confraternita dello Spirito Santo dei Napoletani e quindi chiesa nazionale del Regno di Napoli e dunque, oltre che della Campania, anche di Abruzzo, Molise, Puglia, Basilicata e Calabria[1]
- Corsica: Basilica di San Crisogono
- Emilia-Romagna: Chiesa dei Santi Giovanni Evangelista e Petronio (Bologna), dal 1582 sede della Confraternita dei Bolognesi[2]
- Liguria: Chiesa di San Giovanni Battista dei Genovesi (Genova), dal 1533 sede della Confraternita di san Giovanni dei Genovesi[3]
- Lombardia:
  - Basilica dei Santi Ambrogio e Carlo al Corso, dal 1471 sede della Confraternita dei Lombardi, (poi Arciconfraternita dei Santi Ambrogio e Carlo della Nazione Lombarda); la chiesa inizialmente era detta "San Nicola de Toffo in Campo Marzio"; venne poi mutata nel nome e ricostruita nel 1612[4]
  - Chiesa dei Santi Bartolomeo e Alessandro dei Bergamaschi (Bergamo), dall'inizio del XVII secolo sede dell'Arciconfraternita dei Bergamaschi, già a San Macuto[5]
  - Chiesa di Sant'Anna dei Bresciani (Brescia): venne costruita tra le epoche rinascimentale e barocca dalla Società dei Bresciani, assieme al vicino ospedale per i pellegrini. La chiesa venne distrutta per costruire il Lungotevere dei Sangallo nel 1888 circa.[6]
- Marche: Chiesa di San Salvatore in Lauro, dal 1633 sede della Confraternita della Santa Casa di Loreto (dal 1899 Pio Sodalizio dei Piceni), che assiste i marchigiani che per qualsiasi motivo risiedano in Roma[7]
- Piemonte: Chiesa del Santissimo Sudario dei Piemontesi, che dal 1537 è sede dell'Arciconfraternita dei Savojardi e Piemontesi o della Sacra Sindone e chiesa nazionale dei piemontesi, quindi, secondo l'accezione del tempo, anche di valdostani, nizzardi, savoiardi, sardi (dal 1720) e liguri (dal 1815); è la chiesa particolare di casa Savoia dal 1870[8]
- Sardegna: Basilica di San Crisogono
- Toscana:
  - Basilica di San Giovanni Battista dei Fiorentini (Firenze), sede dal 1509 circa dell'Arciconfraternita dei Fiorentini
  - Chiesa di Santa Croce e San Bonaventura dei Lucchesi (Lucca), dal 1631 concessa alla comunità dei lucchesi residenti in Roma[9]
- Sicilia: Chiesa di Santa Maria Odigitria, dal 1594 sede dell'Arciconfraternita di Santa Maria Odigitria dei Siciliani[10]
- Veneto: Basilica di San Marco Evangelista al Campidoglio: nel 1468 papa Paolo II ne fece la chiesa nazionale dei veneti, quindi, secondo l'accezione antica del termine, anche di trentini, friulani, giuliani e dalmati[11]

### Chiese divenute regionali in epoca moderna
Si considerano "moderne" le chiese diventate punto di riferimento per alcune comunità regionali solo dopo la Seconda Guerra Mondiale:
- Abruzzo: Chiesa di Santa Maria Maddalena[12]
- Basilicata: Basilica di San Nicola in Carcere[12][13]
- Calabria: Chiesa di San Francesco di Paola[12][14][15]
- Dalmazia: Chiesa di San Marco Evangelista in Agro Laurentino[12]
- Lazio:
  - Chiesa del Santissimo Nome di Gesù[12]
  - Chiesa di Sant'Ignazio di Loyola in Campo Marzio[12]
  - Basilica di Santa Maria in Aracoeli (Roma)[12]
- Marche: Chiesa dei Santi Fabiano e Venanzio (Camerino)[12]
- Puglia: Basilica di San Nicola in Carcere[12]
- Toscana:
  - Chiesa di San Giovanni Decollato[12]
  - Chiesa di Santa Caterina da Siena (Siena)[12]
- Umbria:
  - Chiesa dei Santi Benedetto e Scolastica all'Argentina (Norcia)[12]
  - Chiesa di Santa Rita da Cascia alle Vergini[12]
- Venezia Giulia: Chiesa di San Marco Evangelista in Agro Laurentino[12]

## Chiese nazionali estere

### Africa
- Repubblica Democratica del Congo: Chiesa della Natività di Gesù
- Eritrea: Chiesa di San Tommaso in Parione
- Etiopia: Chiesa di Santo Stefano degli Abissini[16]

### America
- Argentina: Chiesa di Santa Maria Addolorata a piazza Buenos Aires
- Canada: Chiesa di Nostra Signora del Santissimo Sacramento e dei Santi Martiri Canadesi
- Cile: Chiesa di Santa Maria della Pace
- Ecuador: Chiesa di Santa Maria in Via[17]
- Guatemala: Chiesa di Sant'Ignazio di Loyola in Campo Marzio
- Messico: Basilica di Nostra Signora di Guadalupe e San Filippo
- Paraguay: Chiesa di Santa Maria della Luce
- Perù: Basilica di Sant'Anastasia al Palatino
- USA:
  - Chiesa di Santa Susanna alle Terme di Diocleziano (non più)
  - Chiesa di San Patrizio a Villa Ludovisi
- Venezuela: Chiesa di Nostra Signora di Coromoto

### Asia
- Armenia:[18]
  - Chiesa di Santa Maria Egiziaca (sconsacrata)
  - Chiesa di San Biagio degli Armeni
  - Chiesa di San Nicola da Tolentino (rito armeno)
- Corea: Chiesa dei Santi Martiri Coreani
- Filippine: Basilica di Santa Pudenziana
- Giappone: Chiesa di Santa Maria dell'Orto
- Libano: Chiesa di San Marone (rito antiocheno)
- Siria: Chiesa di Santa Maria della Concezione in Campo Marzio (rito antiocheno)
- Siria, Libano, Israele, Palestina, mondo arabo:
  - Chiesa di San Basilio agli Orti Sallustiani (di rito bizantino)
  - Basilica di Santa Maria in Cosmedin (di rito bizantino-melchita)

### Europa
- Albania: 
  - Chiesa di San Giovanni della Malva in Trastevere[19][20]
  - Chiesa di Sant'Atanasio dei Greci (è la chiesa cappellania per gli italo-albanesi residenti nella città di Roma, di rito bizantino)
- Austria:
  - Chiesa di Santa Maria dell'Anima
  - Chiesa di Santa Maria della Pietà in Camposanto dei Teutonici
  - Chiesa del Santissimo Nome di Maria al Foro Traiano (è la chiesa della casata degli Asburgo e dell'Ordine teutonico)
- Belgio: Chiesa di San Giuliano dei Fiamminghi
- Bulgaria: Chiesa dei Santi Vincenzo e Anastasio a Trevi (di rito bizantino)
- Croazia: Chiesa di San Girolamo dei Croati
- Danimarca: Chiesa di Santa Maria in Traspontina[21]
- Francia:
  - Chiesa di San Luigi dei Francesi
  - Chiesa della Trinità dei Monti
  - Chiesa di Nostra Signora del Sacro Cuore
  - Chiesa di Sant'Ivo dei Bretoni (Bretagna)
  - Chiesa dei Santi Claudio e Andrea dei Borgognoni (Borgogna)
  - Chiesa di San Nicola dei Lorenesi (Lorena)
  - Chiesa di Santa Chiara
- Germania:
  - Chiesa di Santa Maria dell'Anima
  - Chiesa di Santa Maria della Pietà in Camposanto dei Teutonici
  - Chiesa di Santo Spirito in Sassia (Sassonia)
- Inghilterra:
  - Chiesa di San Silvestro in Capite
  - Chiesa di San Tommaso di Canterbury
  - Chiesa dei Santi Giorgio e Martiri inglesi
- Irlanda:
  - Chiesa di Sant'Isidoro a Capo le Case
  - Chiesa di San Patrizio a Villa Ludovisi (non più)
  - Basilica di San Clemente al Laterano
  - Chiesa di Santa Maria in Posterula (demolita)
- Lituania:
  - Cappella di Nostra Signora delle Porte dell'Aurora[22]
  - Chiesa di San Casimiro[23]
- Malta: 
  - Chiesa di Santa Maria del Priorato (Sovrano Militare Ordine di Malta)
  - Chiesa di San Giovanni Battista dei Cavalieri di Rodi (Sovrano Militare Ordine di Malta)
- Norvegia: Cappella di Sant'Olaf[24]
- Paesi Bassi: 
  - Chiesa di Santa Maria della Pietà in Camposanto dei Teutonici
  - Chiesa dei Santi Michele e Magno (Frisoni)
- Polonia:
  - Chiesa di Santo Stanislao dei Polacchi
  - Chiesa della Resurrezione di Nostro Signore Gesù Cristo
- Portogallo: Chiesa di Sant'Antonio in Campo Marzio
- Romania: Chiesa di San Salvatore alle Coppelle (di rito bizantino)
- Russia: Chiesa di Sant'Antonio Abate all'Esquilino (di rito bizantino)
- Scozia: Chiesa di Sant'Andrea degli Scozzesi (sconsacrata)
- Spagna:
  - Chiesa di Nostra Signora del Sacro Cuore (non più)
  - Chiesa di Santa Maria in Monserrato degli Spagnoli
  - Chiesa della Santissima Trinità degli Spagnoli
  - Chiesa di San Carlo alle Quattro Fontane
- Svezia: Chiesa di Santa Brigida
- Svizzera:
  - Chiesa dei Santi Martino e Sebastiano degli Svizzeri[25]
  - Chiesa di San Pellegrino in Vaticano (non più)[26]
- Ucraina:
  - Cattedrale dei Santi Sergio e Bacco degli Ucraini
  - Chiesa di San Giosafat al Gianicolo
  - Basilica di Santa Sofia (di rito bizantino)
- Ungheria:
  - Chiesa di Santo Stefano degli Ungheresi (demolita)
  - Basilica di Santo Stefano Rotondo al Celio
  - Chiesa di Santo Stefano in Piscinula (demolita)

## Santuario degli Zingari
Nel 2004, afferente al Santuario della Madonna del Divino Amore, è stato realizzato un luogo di culto all'aperto per le comunità romanì, dedicato al Beato Ceferino Giménez Malla, martire zingaro morto durante la Guerra civile spagnola e patrono del Popolo Rom, comunemente denominata Chiesa a Cielo Aperto o Santuario degli Zingari . Nel luogo di culto si trova anche un riferimento alla memoria delle vittime del Porrajmos. 